# Binkošti
Binkošti ali praznik Svetega Duha (tudi »praznik tednov«) je praznični dan v cerkvenem koledarju. Beseda binkošti izvira iz starogrške besede πεντηκοστη pentekoste, kar pomeni 'petdeseti'.
Na 50. dan po veliki noči, rimokatoličani praznujejo prihod svetega Duha, ki je simboliziran tudi z rdečo barvo v bogoslužju (za razliko od siceršnje bele barve). Sveti Duh naj bi se, po Lukovem evangeliju (Apostolska dela 2,2-13), z ognjem in viharjem spustil na zbrane apostole. Sveti Duh je zbranim apostolom dal dar govorjenja v različnih jezikih: po tem so govorili tako, da so jih lahko hkrati razumeli govorci različnih jezikov in narečij. 
Prvi koncil v Konstantinoplu, ekumenski koncil je kot podobo Svetega Duha priznal goloba.
V pravoslavnih Cerkvah praznujejo na 50. dan po veliki noči praznik Svete Trojice, praznik Svetega Duha pa šele naslednji (51.) dan.
Binkoštna nedelja je dela prost dan. Binkoštni ponedeljek, ki je v nekaterih državah praznik, pa v Sloveniji ni dela prost dan.